# Schulschiff Deutschland (hajó)
A Schulschiff Deutschland (magyarul: Németország iskolahajó) egy háromárbócos vitorláshajó, amelyet a kereskedelmi hajók legénységének kiképzésére használtak. Az utolsó német nagyvitorlás a Brémai kikötőben, Vegesack városrészben a Lesum és a Weser folyók találkozásánál vesztegel.
A hajót Deutschland néven kezdték építeni. A vele egy időben épített csatahajó is a Deutschland nevet kapta, ezért a vitorlás nevébe felvették a hajó funkcióját is megjelölő Schulschiff (iskolahajó) kifejezést is.

## Története
A Deutscher Schulschiff-Verein (Német Iskolahajó Egyesület) 1927-ben adott megbízást a vitorlás megépítésére a gesstemündei Tecklenborg hajógyárnak. A Schulschiff Deutschland egy négy hajóból álló sorozat utolsó darabjaként hagyta el az építődokkot. 1927 és 1933 között nyaranta a kereskedelmi hajók legénységének kiképzőútjait járta az Északi- és a Balti-tengeren. A téli időszakokban Afrika és Dél-Amerika partjait rótta. 1927 és 1939 között 12-szer indult az óceánon túlra, és 17-szer a Balti-tengerre. Hazatérvén Elsfleth városkában, a Hunte folyó torkolatában kötötték ki.
A második világháború idején a hajó csak a Balti-tenger vizein vitorlázott. A háború végén egy ideig kórházhajóként használták. 1949 és 1952 között diákszállóként működött, majd mai helyén, a Bréma északi részén fekvő Vegesack Weser-partján horgonyozták le. Ismét iskolahajóként kezdték használni. 1995-ben műemléknek nyilvánították és a közeli hajógyárban felújították. 2001 óta a Schulschiff Deutschland nem iskolahajó többé. A hajót ünnepségek, rendezvények megtartására használják. A fedélzetén található 30 kabinban szálloda üzemel. 
Utoljára 2005-ben mozdult ki vegesacki kikötőhelyéről, hogy a világ vitorláshajóinak bremerhaveni találkozóján részt vegyen.

## Fordítás
- Ez a szócikk részben vagy egészben  a   Schulschiff Deutschland című német Wikipédia-szócikk ezen változatának fordításán alapul.  Az eredeti cikk szerkesztőit annak laptörténete sorolja fel. Ez a jelzés csupán a megfogalmazás eredetét és a szerzői jogokat jelzi, nem szolgál a cikkben szereplő információk forrásmegjelöléseként.